# Bipedestación

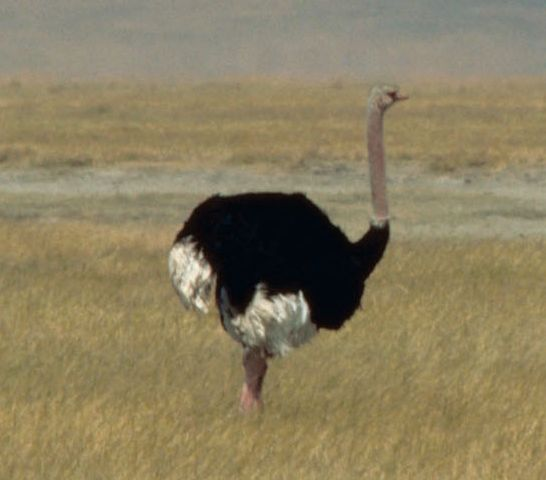
Un avestruz, uno de los bípedos más rápidos existentes.

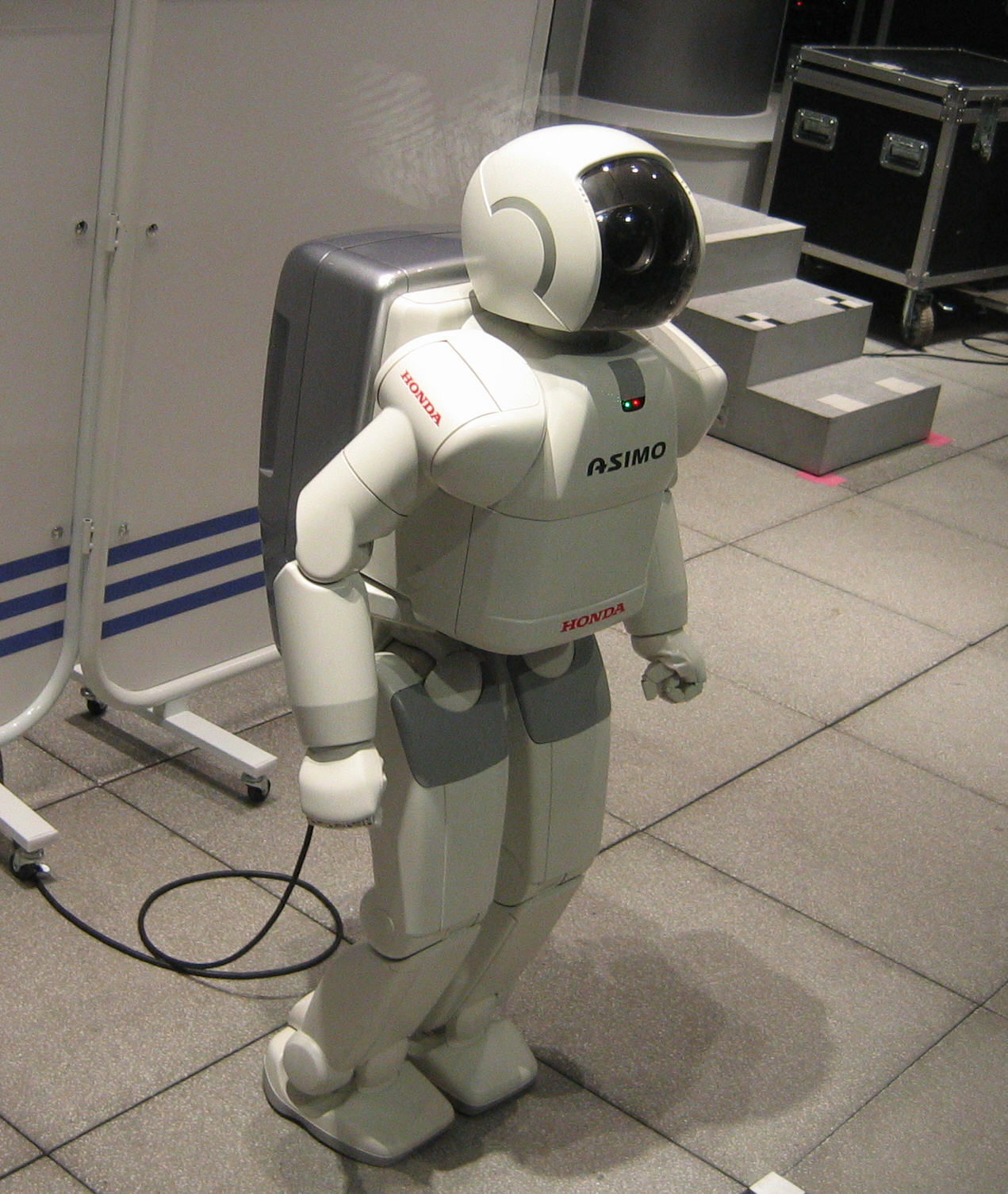
El robot bípedo ASIMO.

Se denomina bipedestación, bipedación, bipedalismo o bipedismo a la capacidad de un animal de desplazarse mediante sus dos extremidades traseras. Muchas especies de mamíferos, aves y reptiles han evolucionado a lo largo de la historia natural para adoptar esta postura en el desplazamiento, como la mayoría de los dinosaurios terópodos o los homínidos homininos.
La bipedestación puede ser obligatoria o facultativa. En el caso de la bipedestación obligatoria el animal se desplaza siempre de esta forma. Esta postura puede hallarse en animales incluidos en el período evolutivo que va desde la aparición de los dinosaurios terópodos avianos y no avianos hasta los seres humanos. Por otro lado la bipedestación será facultativa cuando el animal adopte tanto la postura cuadrúpeda como la bípeda, aunque, en la mayoría de los casos, una predomine sobre la otra. En esta última categoría se hallan desde dinosaurios ornitópodos, como el Iguanodon, hasta primates no humanos como chimpancés y gorilas. 
Caminar erguido supone abrirse a mayor cantidad de experiencias en la vida de los homininos, debido a que los miembros superiores de estos animales quedan libres para la realización de diversas tareas que resultan más dificultosas para animales cuadrúpedos.

## Teorías sobre su aparición en homínidos
Existen varias hipótesis sobre la causa de la aparición de este fenómeno.
- Mayor facilidad al desplazarse por las llanuras, cuando disminuye la foresta por acción natural.
- Mayor facilidad en el transporte de utensilios con los miembros superiores.
- Mayor facilidad al crear y utilizar utensilios y armas.
- Mayor facilidad al transportar alimentos, agua o crías.
- Mayor facilidad al alimentarse de los árboles.
- Mayor facilidad al otear el horizonte; ver por encima de los pastos para poder vigilar en caso de peligro.
- Mayor termorregulación del cuerpo; caminar erguido en horas de calor transmitiendo menos calor al cuerpo.

Todas estas hipótesis no tendrían por qué ser incompatibles, por lo que todas o muchas de ellas pueden ser ciertas.
Una hipótesis muy plausible es la de que algunos homínidos sufrieron una pequeña modificación en el ala del hueso coxal, haciendo que esta ala se orientase un poco más lateralmente. Esta pequeña modificación produciría que los músculos glúteo menor y glúteo medio pasaran a ayudar un poco más en la función de abducción, estabilizando el tronco al caminar en dos pies. Esto pudo dar una mayor facilidad al bipedismo, haciendo que se tuviese cierta pequeña ventaja en la selección natural, y por tanto diera inicio a otras modificaciones del esqueleto y los músculos que avanzaran hacia el bipedismo.

### Cambios en el bipedalismo

#### Cadera
Las articulaciones de la cadera del ser humano son mayores comparadas con las especies viejas y con los homínidos. Esto se dio porque pasó más peso por estas articulaciones al andar sobre dos pies. Además, la columna vertebral se colocó más cerca de la cadera, aumentando la estabilidad al andar.

#### Pies
El pie del ser humano desarrolló talones grandes, y gracias a esto, ha sido capaz de soportar más peso. Al empezar a andar sobre dos pies, estos empezaron a funcionar como plataformas, manteniendo el peso del cuerpo, por lo que son más pequeños. Además, los pies de los seres humanos, toman la forma de arco y por ello distribuyen mejor el peso corporal.

#### Rodilla
Por la misma razón que la cadera se desarrollaron las articulaciones de las rodillas: tenían que soportar más peso. Además, estos cambios en las rodillas transformaron el modo de andar y proveyeron un ahorro de energía.

#### Columna vertebral
En la columna vertebral ocurrieron algunos cambios. El movimiento de la columna adelante y atrás al mismo tiempo provocó su curvatura. Sin esta deformación de la columna vertebral, se habría movido adelante, forzando al hombre a agacharse y a caminar erguido. La curvatura de delante redujo el esfuerzo caminando. Gracias a la curvatura posterior, el centro gravitatorio del cuerpo se encuentra en la parte inferior.[cita requerida]

## Bipedestación prolongada
La bipedestación es una postura humana natural y de trabajo, a la que muchos trabajadores están sometidos durante su jornada laboral, y que constituye un factor de riesgo según el Centro Canadiense de Salud y Seguridad Ocupacional (1998) de diversas enfermedades profesionales: «mientras se está trabajando, la postura corporal del trabajador entonces se ve afectada por el ordenamiento del área de trabajo y por las diversas tareas que el trabajador realiza». La postura prolongada de pie, es definida como aquella que se mantiene más de 2 horas al día. Normalmente, los trabajadores que laboran de pie, se encuentran en posiciones de trabajo en las que se les exige movimiento o desplazamiento continuo. El trabajar constantemente de pie puede generar problemas de salud si no se toman las medidas ergonómicas necesarias para prevenirlas.

## Bipedestación como cambio de modo
En el entorno del desarrollo de las ciudades urbanizadas, propio de la civilización humana, el bipedalismo se establece hoy como una alternativa a los medios de transporte construidos por el ser humano (automóvil, buses, etc.), los que, si bien es cierto estos últimos ayudan a minimizar los tiempos de viaje, en distancias muy cortas estos poseen un gran impacto ecológico en el planeta. El bipedalismo permite a su vez ahorrar costos de transporte a sus usuarios, y permite la quema de calorías y contribuye a un desarrollo más sostenible.

## Nota
1. ↑  A diferencia, por ejemplo, de la cuadripedestación.